# Fei Long
Fei Long is een personage dat werd bedacht door computerspellenfabrikant Capcom. Hij komt voor in de reeks gevechtsspellen van Street Fighter. Het personage was voor het eerst te zien in het spel Super Street Fighter II.

## Bruce Lee
Het personage Fei Long is een eerbetoon aan de kungfu-filmlegende Bruce Lee. Beide heren zien er vrijwel hetzelfde uit, kleden zich gelijk en ze komen allebei uit Hongkong. Fei Long stoot ook nog eens strijdkreten uit die exact lijken op die van Lee en hij is al net zo vlug en fel. Daarnaast is feilong Kantonees (het Hongkongse hoofddialect) voor "vliegende draak" (of "pterosauriër"), alsook een soort trap. Bruce Lee werd ook Lee Siu-Long (李 小龍), oftewel "kleine draak" genoemd. Hij is een van de eerste personages in een computerspel die gebaseerd zijn op Bruce Lee, gevolgd door karakters zoals Marshall Law en zijn zoon Forrest uit de Tekken-spellen, Maxi uit Soul Calibur en Jann Lee uit de Dead or Alive-games. De eerste lookalike was Kim Dragon uit de World Heroes-reeks.

## Achtergrond
Fei Long is een virtuoos in kungfu. Toen hij zoals gebruikelijk meedeed aan een straatgevecht om zijn technieken te verbeteren werd hij ontdekt door een filmregisseur die hem wereldwijd bekendheid gaf als een jonge, getalenteerde filmster. Hij maakte film na film totdat hij deelnam aan het tweede World Warrior-toernooi. Op die dag realiseerde hij zich dat hij het ware gevecht verkoos boven de netjes gechoreografeerde gevechtsscènes in zijn films en zette hij een punt achter zijn carrière als acteur om zich weer te trainen op straat.

## Overwinningsuitspraken
- "You have trained to be a great loser! Now you must learn to fight!"
- "You must learn to block or my speed will always overcome you!"

## Trivia
- Fei Long is waarschijnlijk het eerste personage in een gevechtsspel dat zo is geprogrammeerd dat hij een kettingreactie van eenzelfde soort beweging kan maken. Deze raging fire fist (烈火拳 rekka-ken) is tot drie keer achter elkaar uit te voeren, waarbij elke herhaling door alternatieve animaties wordt uitgebeeld.
- Fei Long is te zien in Dan Hibiki's stage in Street Fighter Alpha 2.
- In het Neo Geo Pocket-spel SNK vs. Capcom: Card Fighters Clash, wordt zijn naam verkeerd gespeld als "Fei-Ling".
- Het personage was niet te zien in de speelfilm Street Fighter vanwege zijn gelijkenis met Bruce Lee. De filmproducenten wilden geen royalty’s betalen aan de familie van Lee. Ter vervanging werd speciaal voor de film het personage Sawada bedacht.
- In Fei Longs eindverhaal in Super Street Fighter II en Super Street Fighter II Turbo komt een filmregisseur naar Fei Long toe om hem ervan te overtuigen dat hij nog één film moet maken, maar Fei Long weigert. In de Engelstalige versie zegt hij: "there could never be another legend like the great one and his son". Volgens veel fans is dit een verwijzing naar Bruce Lee en zijn zoon Brandon die vlak voordat Super Street Fighter II werd uitgebracht overleed. Deze referentie wordt niet gemaakt in de originele Japanse versie.
- Fei Longs technieken hebben veel weg van de technieken die Bruce Lees personage laat zien in de film Enter the Dragon.
- In de PlayStation Portable-versie van Street Fighter Alpha 3 wordt duidelijk dat Fei Long goed bevriend is met Dee Jay.

Abel · 
Adon · 
Akuma · 
Alex · 
Balrog · 
Birdie · 
Blanka · 
Cammy · 
Charlie · 
Chun-Li · 
Cody · 
Crimson Viper · 
Dan · 
Dee Jay · 
Dhalsim · 
De Dolls · 
Dudley · 
Eagle · 
E. Honda · 
Elena · 
El Fuerte · 
Fei Long · 
Gen · 
Gill · 
Gouken · 
Guile · 
Guy · 
Hakan · 
Hugo · 
Ibuki · 
Ingrid · 
Juri · 
Karin · 
Ken · 
M. Bison · 
Makoto · 
Necro · 
Oni · 
Oro · 
Poison · 
R. Mika · 
Remy · 
Rolento · 
Rose · 
Rufus · 
Ryu · 
Sagat · 
Sakura · 
Sean · 
Seth · 
T. Hawk · 
Twelve · 
Urien · 
Vega · 
Yang · 
Yun · 
Zangief